# Tom Atkins
Tom Atkins (Pittsburgh, 13 novembre 1935) è un attore statunitense.

## Biografia
Atkins ha spesso interpretato agenti di polizia, e appare con una certa frequenza nelle pellicole di John Carpenter. È noto per il suo ruolo nell'horror del 1982 Halloween III - Il signore della notte, pellicola in cui interpretò il ruolo del dottor Dan Challis, per Fog, in cui interpretò Nick Castle, per il ruolo di Michael Hunsaker in Arma letale; inoltre per quello in Dimensione terrore, cult del 1987. 
Atkins interpretò il comandante Alex Diehl nella serie TV Agenzia Rockford degli anni settanta e riprese il suo ruolo per il film degli anni novanta. Atkins ha interpretato un gran numero di personaggi per la TV nelle serie Baretta, Professione pericolo, Xena - Principessa guerriera e Walker Texas Ranger. È anche un interprete nelle commedie tenute al Pittsburgh Public Theater, ben noto per lo show The Chief, nel quale interpreta il fondatore dei Pittsburgh Steelers, Art Rooney. 

### Vita privata
È stato sposato dal 1976 al 1985 con l'attrice Garn Stephens mentre dal 1986 è sposato con Janis Lee Rodgers da cui ha avuto un figlio, E. Taylor.

## Filmografia parziale

### Cinema
- Inchiesta pericolosa (The Detective), regia di Gordon Douglas (1968)
- Senza un filo di classe (Where's Poppa?), regia di Carl Reiner (1970)
- Il gufo e la gattina (The Owl and the Pussycat), regia di Herbert Ross (1970)
- Rapina... mittente sconosciuto (Special Delivery), regia di Paul Wendkos (1976)
- Fog, regia di John Carpenter (1980)
- La nona configurazione (The Ninth Configuration), regia di William Peter Blatty (1980)
- 1997: Fuga da New York (Escape from New York), regia di John Carpenter (1981)
- Halloween III - Il signore della notte (Halloween III: Season of the Witch), regia di Tommy Lee Wallace (1982)
- Creepshow, regia di George A. Romero (1982)
- Terrore al luna park (The New Kids), regia di Sean S. Cunningham (1985)
- Dimensione terrore (Night of the Creeps), regia di Fred Dekker (1986)
- Arma letale (Lethal Weapon), regia di Richard Donner (1987)
- Poliziotto sadico (Maniac Cop), regia di William Lustig (1988)
- Due occhi diabolici (Two Evil Eyes), regia di Dario Argento e George A. Romero (1990)
- Bob Roberts, regia di Tim Robbins (1992)
- Impatto imminente (Striking Distance), regia di Rowdy Herrington (1993)
- Bruiser - La vendetta non ha volto (Bruiser), regia di George A. Romero (2001)
- San Valentino di sangue 3D (My Bloody Valentine 3D), regia di Patrick Lussier (2009)
- Drive Angry, regia di Patrick Lussier (2011)
- Encounter - Il contatto (Encounter), regia di Paul Salamoff (2018)

### Televisione
- Agenzia Rockford (The Rockford Files) - serie TV, 8 episodi (1974-1976)
- Serpico – serie TV, 16 episodi (1976-1977)
- Baretta - serie TV, episodio 4x10 (1977)
- M*A*S*H - serie TV, episodio 10x14 (1982)
- A cuore aperto (St. Elsewhere) - serie TV, episodio 1x18 (1983)
- Professione pericolo (The Fall Guy) - serie TV, episodio 4x22 (1985)
- Giustizia cieca (Blind Justice), regia di Rod Holcomb - film TV (1986)
- Un giustiziere a New York (The Equalizer) - serie TV, episodi 1x22-3x01-3x02 (1986-1987)
- Gioco sporco (The Heist), regia di Stuart Orme - film TV (1989)
- Chiaro scuro (What She Doesn't Know), regia di Kevin James Dobson - film TV (1992)
- Walker Texas Ranger (Walker, Texas Ranger) - serie TV, episodio 2x10 (1993)
- Xena - Principessa guerriera (Xena: Warrior Princess) - serie TV, episodio 1x20 (1996)
- Oz - serie TV, 2 episodi (2003)
- Law & Order: Criminal Intent - serie TV, un episodio (2003)
- City on a Hill - serie TV, 2 episodi (2022)

## Doppiatori italiani
Nelle versioni in italiano delle opere in cui ha recitato, Tom Atkins è stato doppiato da:
- Luciano De Ambrosis in Fog, Due occhi diabolici
- Luigi Montini in 1997: Fuga da New York, Creepshow
- Michele Kalamera in Maniac Cop - Poliziotto sadico, Drive Angry
- Renzo Stacchi in Serpico
- Silvio Anselmo in La nona configurazione
- Stefano Satta Flores in Halloween III - Il signore della notte
- Pino Locchi in Dimensione terrore
- Michele Gammino in Alfred Hitchcock Presenta
- Mario Bardella in Arma letale
- Dario De Grassi in Bob Roberts
- Maurizio Reti in Impatto imminente
- Pietro Biondi in Xena - Principessa guerriera
- Cesare Rasini in Bruiser - La vendetta non ha volto
- Gino La Monica in Oz
- Domenico Brioschi in Law & Order: Criminal Intent
- Toni Orlandi in Amazing Racer - L'incredibile gara
- Bruno Alessandro in San Valentino di sangue 3D
- Daniele Valenti in City on a Hill